# Fiat 132
La Fiat 132 est une berline à trois volumes 4 portes avec un moteur placé longitudinalement à l'avant et à propulsion arrière produite par le constructeur italien Fiat à partir de 1972, en remplacement de la très classique Fiat 125.
L'origine du projet 132 remonte en effet à 1965. La Fiat 125 fut développée justement à cette même époque et vit le jour très rapidement en raison du retard pris dans l'étude du projet 132.
Cette berline moyenne a été déclinée en 3 séries.

## 1resérie1972 - 1974

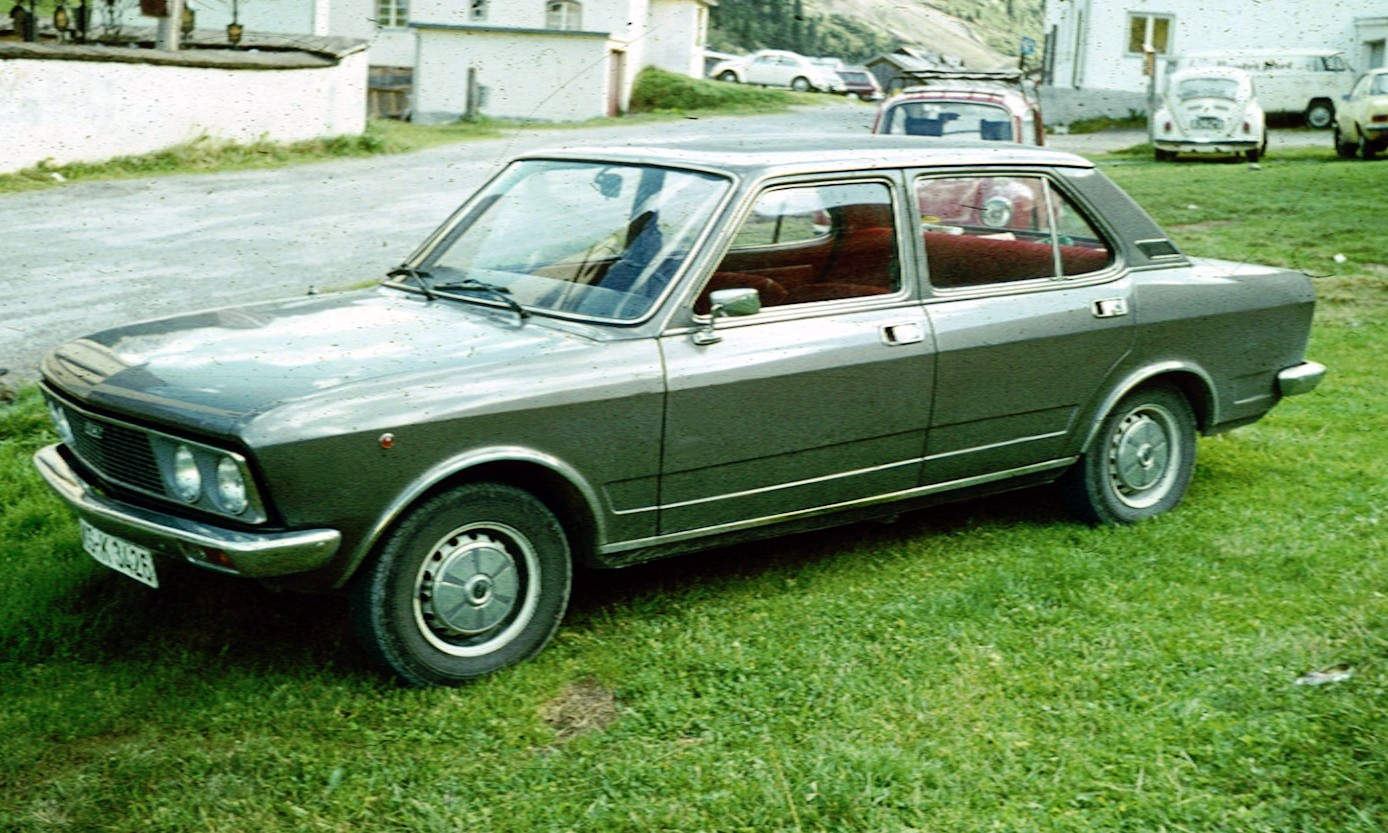
Fiat 132 1re série

Dès sa présentation au Salon de l'automobile de Genève en mars 1972. La 132 déçoit la presse spécialisée par son architecture conservatrice, associant propulsion et essieu rigide quand on attendait une traction. Celle-ci sera réservée à la Lancia Beta, bien plus onéreuse, qui sera présentée au Salon de l'automobile de Turin quelques mois plus tard.
La Fiat 132 première version était équipée de deux motorisations : 1 600 cm3 - 98 ch et 1 800 cm3 - 105 ch. La boîte de vitesses était à 4 ou 5 rapports mais une version automatique était disponible en option.
La carrosserie, assemblée par des robots, une première mondiale, présentait des lignes tendues selon la mode de l'époque, mais des surfaces vitrées un peu réduites, ce qui suscita des critiques. La finition se voulant luxueuse était alignée avec celle des voitures de la catégorie mais Fiat dota les 132 d'éléments de sécurité issu de ses recherches, comme les barres de renfort dans les portières et les habillages intumescents (coupe-feu en cas d'incendie) de l'habitacle. La 132 se dote aussi d'une colonne de direction rétractable en cas de choc, imposée par la réglementation de l'époque.
Notons également l'adoption de quelques éléments assez inusités alors, comme des coques de passage de roue avant en plastique ou encore de la fibre optique pour une partie de l'éclairage du tableau de bord. En revanche, l'implantation du réservoir de carburant dans l'aile arrière droite trahissait une conception un peu hâtive. La suspension dépourvue de barres antiroulis (des ressorts spécifiques avec de longues butées internes, moins chers, étaient censés les remplacer) pénalisait les qualités routières, jugées à peine meilleures que celle de la 125 qu'elle remplaçait, ainsi que le confort.
La première série ne fut fabriquée que jusqu'en 1973, quand la deuxième série lui succéda.

## 2esérie1974 - 1977

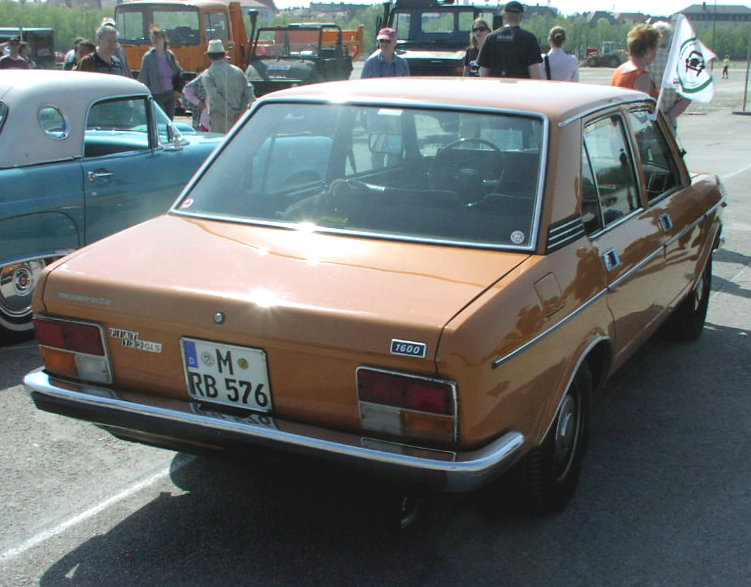
Fiat 132 2e série - vue arrière

En février 1974, Fiat présente une version restylée et d'aspect plus moderne.  Les dénominations deviennent 132 GL et 132 GLS. Vu l’ampleur des modifications, on pourrait presque la considérer comme un nouveau modèle.
Les motorisations récentes ne subissent que peu de modifications, mais la carrosserie a été entièrement retravaillée. Elle se signale notamment par l'agrandissement des surfaces vitrée et l'installation de nouveaux feux arrière. La voiture reçoit aussi barres antiroulis, améliorant notablement la tenue de route. De 13 pouces, les jantes passent à 14 pouces sur des pneus larges taille basse, suivant la mode alors en vigueur en Italie. Le traitement de l'habitacle est également enrichi, avec un tableau de bord plus cossu sur les GLS et son placage en bois véritable. En passant d'une génération à l'autre, la 132 a corrigé pratiquement tous ses défauts, devenant une routière sûre, agréable et performante. Mais elle demeure très classique en termes de design, et pas du tout innovante en termes de technique.
Côté options, on pouvait, en France, s'offrir un pont autobloquant, des vitres teintées, une climatisation, un allumage électronique, une peinture métallisée ou encore des pneus tubeless. À noter que la version de base GL conservait le tableau de bord des 132 de première génération.

## 3esérie1977 - 1981

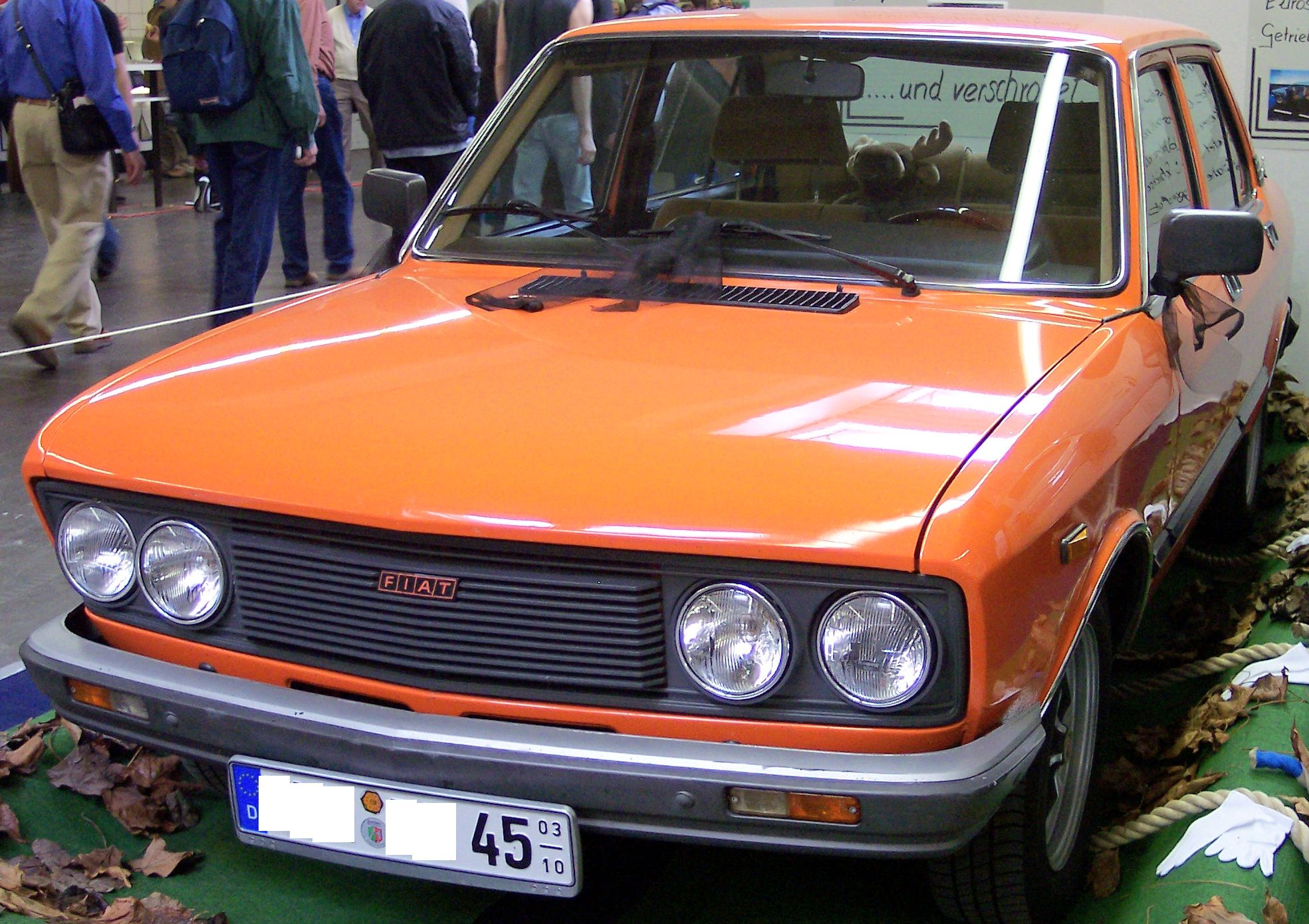
Fiat 132 3e série

La troisième série voit le jour en 1977 avec des modifications plus substantielles côté mécanique avec la présentation d'un nouveau moteur essence de 1 995 cm3 en remplacement du 1 756 cm3, développant 113 puis 122 ch, une fois équipé de l'injection électronique en 1979. Ce bloc s'accompagne de la direction enfin assistée. Simultanément, la 132 bénéficie d'un léger restylage impliquant la calandre et les pare-chocs. L'habitacle fait la part belle au plastique mais on note l'apparition de vitres électriques et de pare-soleils teintés, à enrouleurs. En revanche, la 132 perd les disques sur l'essieu arrière, qui rendaient le frein à main peu efficace.
Au mois de mai 1978 deux motorisations diesel apparaissent : un 2 litres de 60 ch et un 2,5 litres de 72 ch, fabriqués dans la toute nouvelle usine Fiat-Sofim de moteurs diesels rapides à Foggia dans le sud de l'Italie. Ces moteurs étaient très polyvalents et pouvaient s'adapter aux véhicules commerciaux de la gamme Fiat. Ils furent utilisés par beaucoup d'autres constructeurs comme Renault et Citroën notamment pour équiper leurs voitures et véhicules utilitaires.
Cette troisième série constitua également la voiture de haut de gamme Fiat après l'arrêt de la fabrication de la très luxueuse et imposante Fiat 130.
Au mois de mai 1981 la Fiat 132 se transforme en Fiat Argenta qui poursuivra sa carrière quelques années encore, jusqu'en 1985, date à laquelle sortira la toute nouvelle Fiat Croma.

## La Fiat 132 dans le monde
La Fiat 132 a été construite à plus de 650 000 exemplaires en Italie mais aussi dans d'autres pays étrangers :
- Espagne :

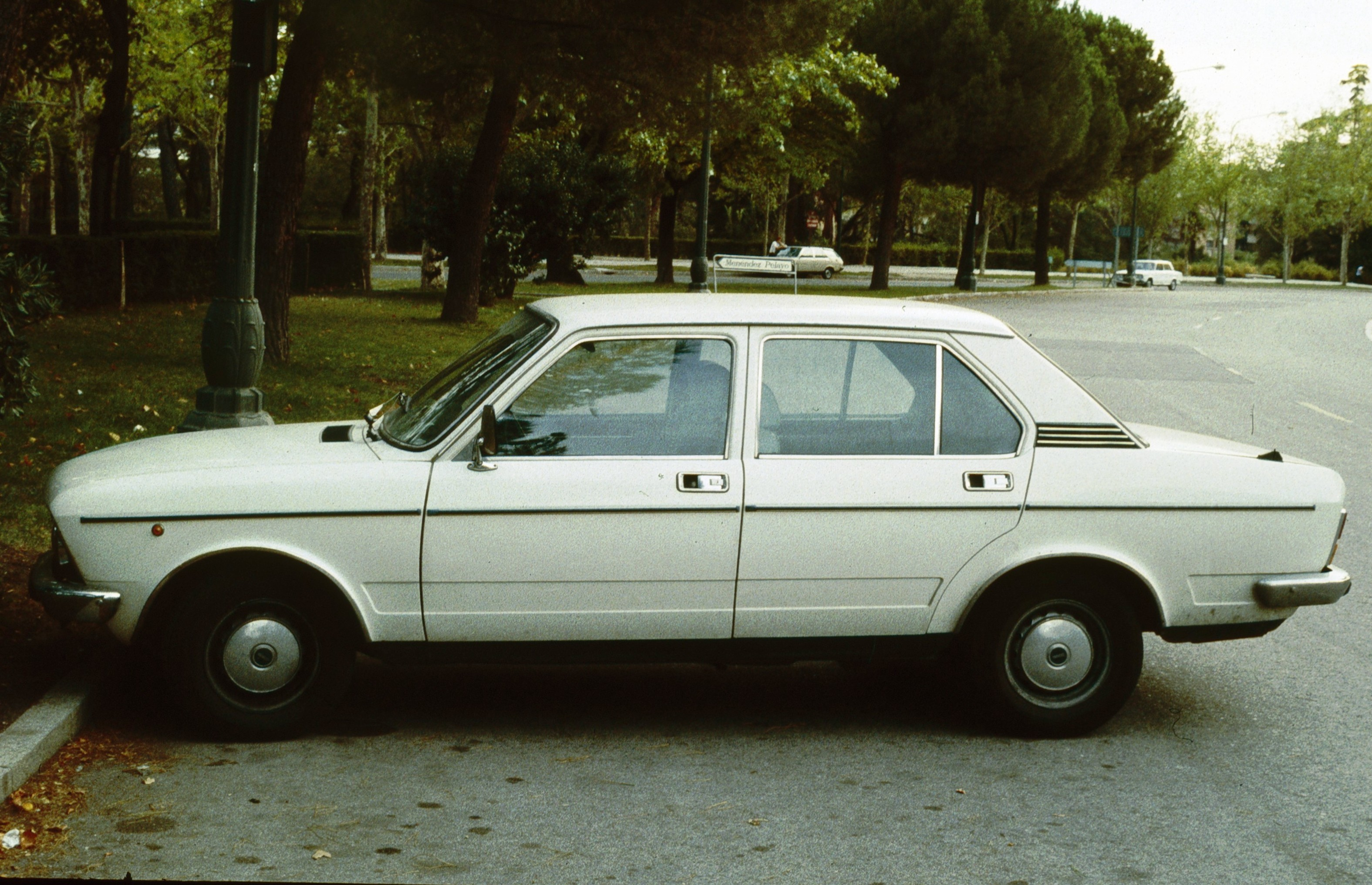
Seat 132

La Seat 132 disposait d'une carrosserie identique à celle du modèle Fiat mais offrait dès la première série une version avec une motorisation diesel d'origine Mercedes qui équipait déjà l'antique Seat 1500. Dès l'apparition des moteurs diesels Fiat de nouvelle génération en 1978, les motorisations Mercedes ont été abandonnées.
C'était la voiture de haut de gamme sur le marché espagnol, aucun autre constructeur n'avait de modèle concurrent. 108 725 exemplaires ont été fabriqués
. Les 132 espagnoles bénéficiaient d'une sellerie de meilleure qualité que celle du modèle italien et, sur la troisième série, pour des raisons de fiscalité, adoptèrent un moteur essence de 1 920 cm3 (109 ch) en lieu et place du 1 995 cm3 (112 ch) italien.
- Pologne : Fiat Polski 132p - assemblée en CKD, elle dispose de carrosseries et motorisations identiques au modèle original Fiat. Cette voiture n'a pas été assemblée très longtemps en raison de la concurrence de l'ancienne Fiat Polski 125P qui sera construite jusqu'en 1990 et du faible pouvoir d'achat des Polonais. 4.461 exemplaires dans les trois séries ont été produits entre 1973 et 1981, essentiellement destinés aux ministères et utilisées comme voitures officielles. 270 exemplaires de l'Argenta seront également assemblés en CKD.

- Ex Yougoslavie : Quelques dizaines de milliers de Fiat 132 ont été assemblées dans l'usine Zastava de Kragujevac, avec des composants CKD initialement destinés à la Pologne.

- Corée du Sud : Kia a produit sous licence entre 1979 et 1981, 4.759 exemplaires de Fiat 132[4].

- Chili : Fiat Chile a assemblé en CKD, entre 1979 et 1981, 3.648 exemplaires de la Fiat 132 troisième série, avec le moteur de 2 litres développant 122 Ch DIN. C'était le plus luxueux modèle de voiture jamais fabriqué localement. Elle succédait à la mythique Fiat 125, aussi assemblée localement, et fut remplacée par la Fiat Argenta en 1982.